# ویرجینیا گریس
ویرجینیا رندولف گریس  باستان‌شناس آمریکایی بود، که بیشتر به‌دلیل کارهایش بر آمفوراها (نوعی خمره) و دسته‌های مهرشده‌شان، او را می‌شناسند.
به‌پاس کارهای ویرجینیا گریس، آمفوراها و دسته‌هایشان امروزه ابزاری سودمند برای تاریخ‌نگاری نسبتاً دقیق بافتارهای باستان‌شناختی، و سنجهٔ اصلی برای ردیابی و شناخت بازرگانی دوران باستان در دریای مدیترانه هستند.
پژوهش‌های او، بایگانی بی‌همتایی از دسته‌های مهرشده از سرتاسر جهان باستان را پدیدآورده‌است (روی‌هم‌رفته ۱۵۰۰۰۰ مدرک)؛ که همواره دانش‌پژوهان به آن می‌افزایند.

## زندگی‌نامه
ویرجینیا گریس به سال ۱۹۰۱ در نیویورک به دنیا آمد. والدینش لی اشلی  و ویرجینیا فیتز-رندولف گریس  بودند. پدرش به واردات پنبه می‌پرداخت، و خانوادهٔ نسبتاً مرفهی داشتند. او در مدرسهٔ بریرلی  درس خواند.
سپس به کالج برین مار رفت و در سال ۱۹۲۲ از آنجا فارغ‌التحصیل شد. پس از آن، تا چند سال به دبیرستانی‌ها انگلیسی و ریاضی آموخت. در سال ۱۹۲۷ به برین مار بازگشت و یک سال در دانشسرای آمریکایی مطالعات کلاسیک در آتن تحصیل کرد. او با کار بر دسته‌های مهرشدهٔ آمفوراها، در سال ۱۹۳۴ دکتری گرفت.
زمانی که او در برین ماور درس می‌خواند، با یکی از هم‌دانشگاهی‌هایش نامزد کرد؛ ولی پیش از آنکه بتوانند ازدواج کنند، نامزدش از دنیا رفت (چند سال پیش از ۱۹۴۰). خودش هم سال‌ها بعد، به تاریخ ۲۲ مه ۱۹۹۴، در آتن درگذشت.

## کارها
از جمله کارهای ویرجینیا گریس:
- از زیر خاک درآوردنِ پرگامون، هالای و گورهای لاپیتوس در قبرس؛
- همکاری در عملیاتِ از زیر خاک درآوردنِ آگورا، که از سال ۱۹۳۲ آغاز شدند؛
- کار بر عملیاتِ از زیر خاک درآوردنِ «برین ماور تارسوس» [ث] در سال ۱۹۳۵؛
- او پژوهشگر مهمان در موسسهٔ مطالعات پیشرفته در پرینستون بود، و برای پیشبرد پژوهش‌هایش دو بار بورسیهٔ گوگهنایم را دریافت کرد (نخستین‌بار در سال ۱۹۳۸)؛
- کار در وزارت امور خارجه ایالات متحده، دفاتر خدمات راهبردی امور یونان (به انگلیسی: O.S.S. Greek Affairs) در استانبول، ازمیر، قاهره و در موزهٔ ملی آتن.[۳]

در سال ۱۹۸۹، مدال طلای مؤسسهٔ باستان‌شناسی آمریکا به او داده شد.